# Ліберально-демократична партія (Сербія)
Ліберально-демократична партія (серб. Ліберал-демократска партіjа) — одна з найбільш прозахідних політичних партій в Сербії, заснована в 2005 році після розколу в Демократичній партії частиною прихильників якнайшвидшого вступу Сербії в ЄС. Лідер партії — Чедомир Йованович.
Партія була заснована 5 листопада 2005 року в Белграді. 
Одним з головних пунктів програми партії є визнання незалежності Косово.
На парламентських виборах у травні 2012 року брала участь у складі коаліції U-Turn. Коаліція отримала 6,52% голосів виборців.